# Église Gesù Bambino all'Esquilino
L'église Gesù Bambino all'Esquilino (en français : église de l'Enfant-Jésus-à-l'Esquilin) est une église romaine située dans le rione de Monti dans la via Urbana.

## Historique
Cette église fut construite à la demande du pape Clément XII en 1713 sur les plans initiaux de l’architecte Alessandro Specchi qui furent revus rapidement par Carlo Buratti (sv) puis principalement Ferdinando Fuga dans les années qui suivirent. L'église est consacrée le 9 septembre 1736 l'année de la fin des travaux principaux. Elle est alors allouée aux Oblates du Saint Enfant Jésus qui habitent le monastère voisin qui fut restauré au XIXe siècle par Andrea Busiri Vici.

## Architecture
Historiquement l'église était accessible par un escalier à double rampe qui fut démoli vers 1880 lors des travaux de nivellement de la rue. L'église adopte la forme de la croix grecque arrondie avec une coupole. Le maître-autel accueillait autrefois une Adoration des pasteurs, œuvre de Marco Benefial, qui se trouve aujourd'hui dans le couvent. La chapelle de la Passion, qui date de 1856, est de Virginio Vespignani ; elle héberge des peintures de Francesco Grandi.

## Sources
- (it) Cet article est partiellement ou en totalité issu de l’article de Wikipédia en italien intitulé « Chiesa di Gesù Bambino all'Esquilino » (voir la liste des auteurs).